# Io (opéra-ballet)
Pour les articles homonymes, voir Io.
Io est un acte de ballet inachevé et non représenté composé par Jean-Philippe Rameau.
On ne connaît pas le nom du librettiste, ni la date de composition - Paul-Marie Masson suggère que ce fragment aurait été en cours de composition quand Rameau décéda. La source de l'œuvre fait partie du fonds Decroix.
L'intrigue est fondée sur les amours de la nymphe Io avec Jupiter dissimulé sous les traits du berger Hylas, en rivalité avec Apollon sous les traits de Philémon.
Il s'agit d'une pièce d'intérêt très mineur (« an unfinished fragment of very little interest » selon Cuthbert Girdlestone).